# ناحية ربيعة
ناحية ربيعة إحدى نواحي سوريا تتبع إداريّاً لمحافظة اللاذقية منطقة اللاذقية ومركزها بلدة ربيعة، بلغ تعداد سكان الناحية 8,214 نسمة حسب التعداد السكاني لعام 2004.

## بلدات وقرى ناحية ربيعة
عالية (قروجة)، البيضاء (أغجة باير)، دير حنا، الدرة (قولجق)، عين عيسى (عين بنار)، غمام، الحمراء (قزلجورة)، حلوة (شرن)، جورة الماء، الخضراء (كوكطاغ)، كبير تحتاني، المطلة (الزويك)، القصب، ربيعة، ريحانة (مصيبين)، الريم (دغمشلية)، الصباحية (الكنديسة)، السامرة (سللور)، السودة (قرة جاغز)، شحرورة (شمروران)، سكرية.